# 서원로 (전주시)
서원로(書院路, Seowon-ro)는 대한민국 전북특별자치도 전주시 완산구 효자동에서 중앙동을 잇는 도로다.

## 주요 경유지
대한민국 전북특별자치도
- 전주시 완산구 (효자동 - 중화산동 - 중앙동)

## 노선
| 이름          | 접속 노선  | 소재지 | 소재지 | 소재지   | 비고 |
| ------------- | ---------- | ------ | ------ | -------- | ---- |
| (이름없음)    | 천삼로     | 전주시 | 완산구 | 효자동   |      |
| 이동교        |            | 전주시 | 완산구 | 효자동   |      |
| 이동교4거리   | 거마평로   | 전주시 | 완산구 | 효자동   |      |
| 신너머네거리  | 백제대로   | 전주시 | 완산구 | 중화산동 |      |
| 다가교        |            | 전주시 | 완산구 | 중앙동   |      |
| 다가교4거리   | 전주천동로 | 전주시 | 완산구 | 중앙동   |      |
| 충경로와 직결 |            |        |        |          |      |

## 주요 시설및 건물
- 호남제일고등학교 (전북특별자치도 전주시 완산구 효자동 서원로 53)
- 전북특별자치도 선거관리위원회 (전북특별자치도 전주시 완산구 효자동 서원로 79)
- 전주우체국 (전북특별자치도 전주시 완산구 효자동 서원로 99)
- 전북지방우정청 (전북특별자치도 전주시 완산구 효자동 서원로 99)
- 한국농어촌공사전북지역본부 (전북특별자치도 전주시 완산구 효자동 서원로 137)
- 농협 북전주농협 (전북특별자치도 전주시 완산구 효자동 서원로 137)
- 전북은행화산지점 (전북특별자치도 전주시 완산구 효자동 서원로 222)
- 농협 전주원예농협 효자제일지점 (전북특별자치도 전주시 완산구 효자동 서원로 224)
- 완산구청 농협 북전주농협 (전북특별자치도 전주시 완산구 효자동 서원로 232)
- 세븐일레븐 전주서원로점 NH농협북전주농협 (전북특별자치도 전주시 완산구 중화산동 서원로 270)
- 이디야커피 전주중화산동점 (전북특별자치도 전주시 완산구 중화산동 서원로 283)
- 화산지구대 (전북특별자치도 전주시 완산구 중화산동 서원로 295)
- 신협 전주중산신협 본점 (전북특별자치도 전주시 완산구 중화산동 서원로 298)
- 파리바게뜨 전주화산점 (전북특별자치도 전주시 완산구 중화산동 서원로 304)
- GS칼텍스 스타주유소 (전북특별자치도 전주시 완산구 중화산동 서원로 313)
- 한국지엠 쉐보레 전주바로서비스 (전북특별자치도 전주시 완산구 중화산동 서원로 319)
- 새마을금고 중부 새마을금고 서원로지점 (전북특별자치도 전주시 완산구 중화산동 서원로 325)
- 전주신흥중학교 (전북특별자치도 전주시 완산구 중화산동 서원로 399)
- 전주신흥고등학교 (전북특별자치도 전주시 완산구 중화산동 서원로 399)